# História da Turquia

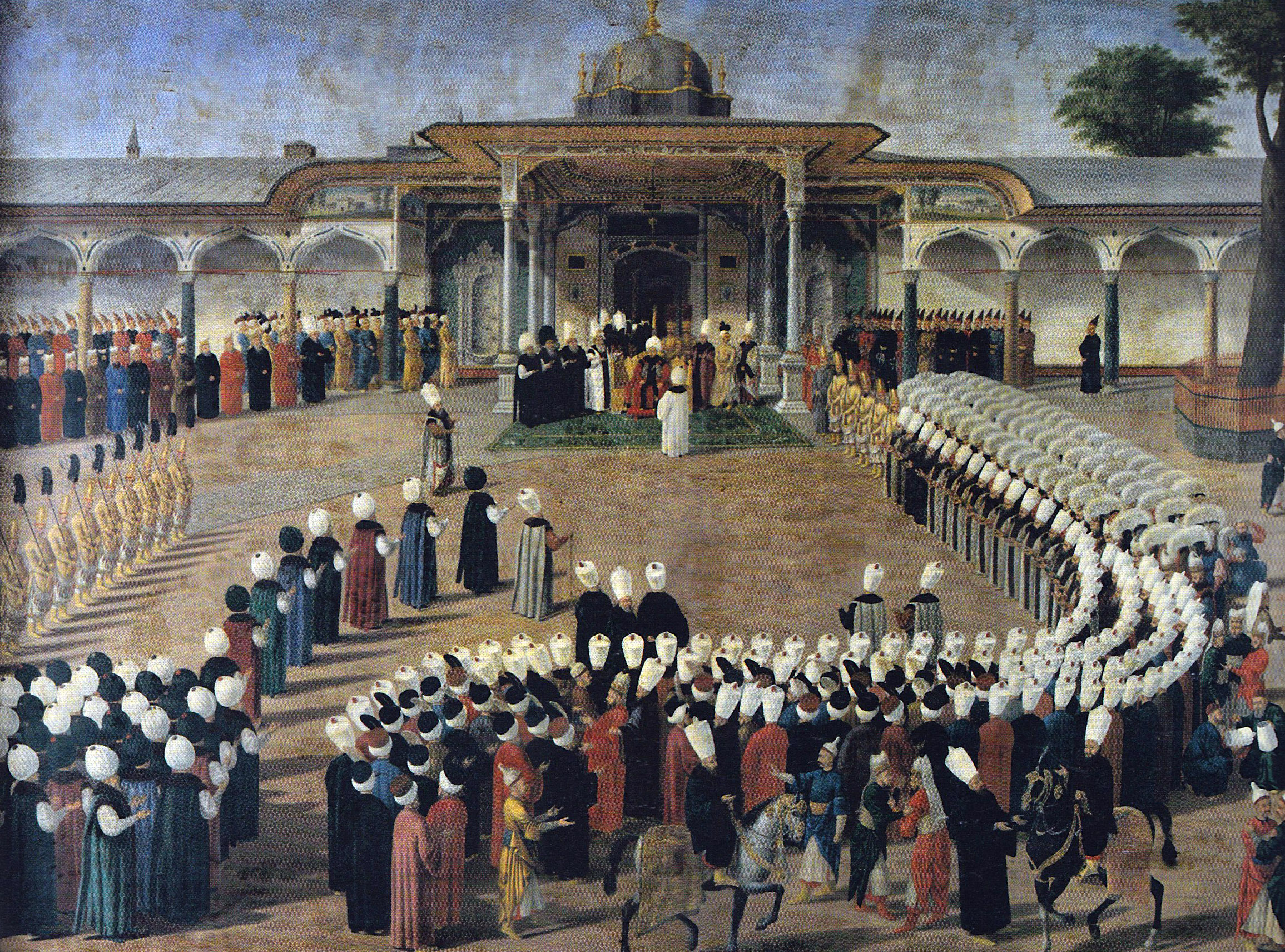
Pintura de 1789 mostrando o sultão otomano Selim III em audiência em frente ao Portão da Felicidade, no Palácio Topkapı, a residência imperial e centro de poder do Império Otomano

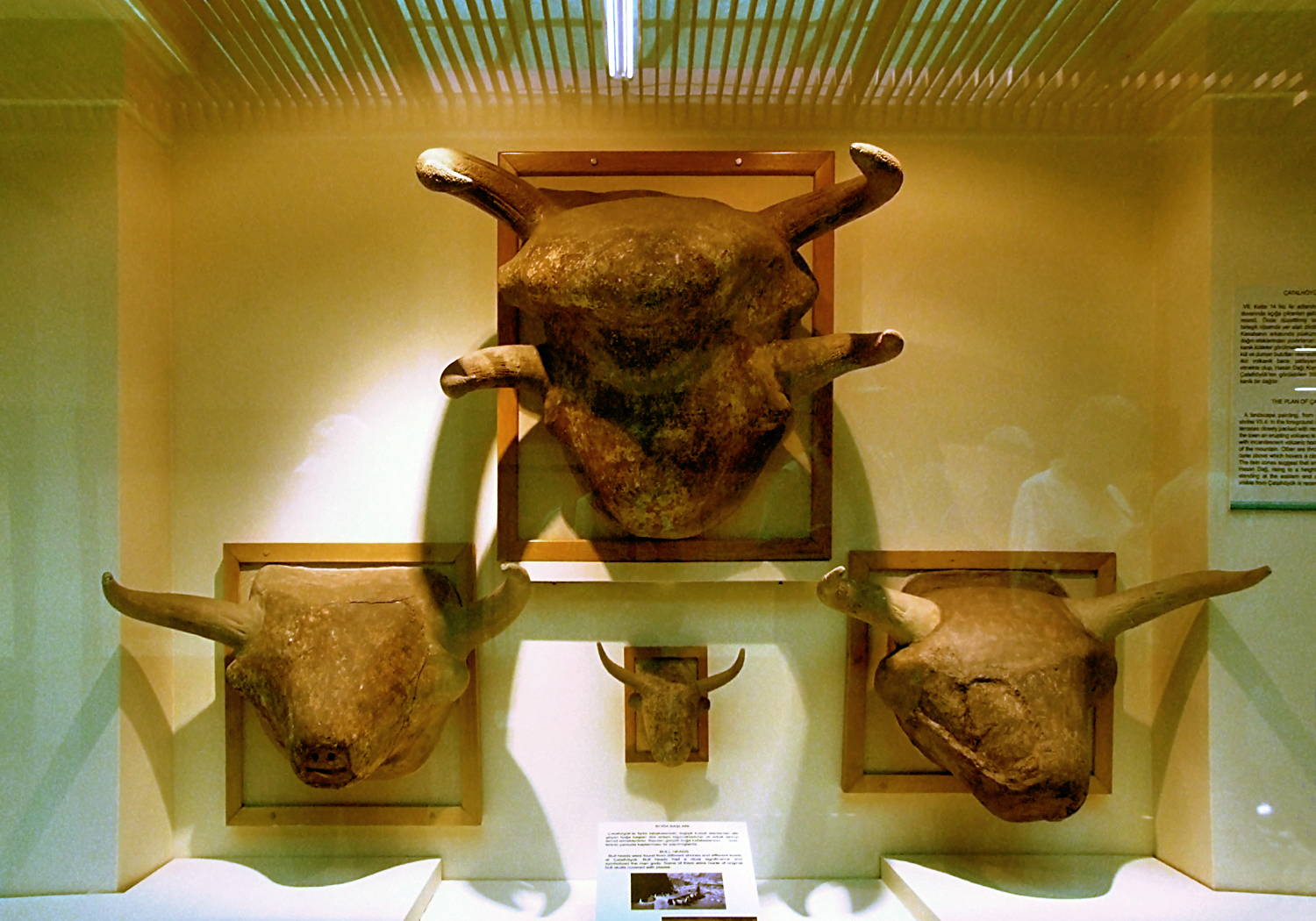
Esculturas de cabeças de touro descobertas em Çatalhüyük, provavelmente uma das cidades mais antigas do mundo

A História da Turquia inicia-se nos tempo pré-históricos mais antigos. A Turquia como país com a configuração atual só surgiu na década de 1920, quando o Império Otomano foi abolido e substituído pela República da Turquia, mas esta pode considerar-se uma legítima sucessora de uma série de impérios que tiveram o seu centro de poder no que é a Turquia contemporânea.
Apesar do nome do país e da longa história, a migração dos povos turcos para o território da atual Turquia é um fenómeno relativamente recente, com cerca de mil anos. Os turcos, povos cuja língua pertencem ao ramo das línguas turcomanas, começaram a emigrar das suas terras ancestrais para a Anatólia no século XI.

## Antiguidade e impérios romano e bizantino
A Península da Anatólia, que constitui a maior parte do que é hoje a Turquia, é uma das regiões continuamente habitadas desde há mais tempo em todo o mundo. Os assentamentos neolíticos mais antigos, como Pınarbaşı, Aşıklı Höyük, Kaletepe Deresi, Çatalhüyük, Çayönü, Nevalı Çori, Hacılar e Göbekli Tepe e Yumuktepe (esta última dentro da atual cidade de Mersin), encontram-se entre os mais antigos do mundo.

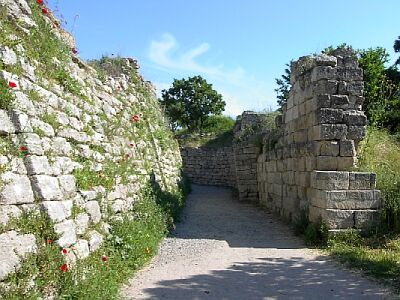
Parte dos lendários muros de Troia (VII), identificado como cenário da Guerra de Troia (c.)

O assentamento de Troia foi fundado no Neolítico e foi habitado até à Idade do Ferro. Ao longo da história, os anatólios falaram línguas indo-europeias, semíticas e caucasianas meridionais, além de outras de filiação incerta. A antiguidade da língua hitita indo-europeia e das línguas luvitas levou alguns estudiosos a pôr a hipótese da Anatólia ter sido o centro a partir do qual as línguas indo-europeias se difundiram.
Os hatitas (ou Hati) foram um povo que habitou o centro da Anatólia cerca de 2 300 a.C., senão antes. Os hititas estabeleceram-se na Anatólia e gradualmente absorveram os hatitas, cerca de 2 000−1 700 a.C., fundando primeiro grande império da área, que  existiu entre os século XVIII e XIII a.C., rivalizando em poder com o Antigo Egito.
O assentamento calcolítico de Canés (Nesa em hitita), situada junto à atual aldeia de Cultepe, perto de Caiseri, habitado desde o 4º milénio a.C., tornou-se o primeiro entreposto comercial da história. No século XX a.C. existiam no local duas localidades — a cidade hitita de Caneche e a de Carum, uma colónia assíria, onde florescia o comércio entre hititas e assírios. Os assírios colonizaram partes do que é hoje o sudeste o centro-leste da Turquia entre 1 950 a.C. e 612 a.C., ano em que os Caldeus da Babilônia conquistaram o Império Neoassírio.

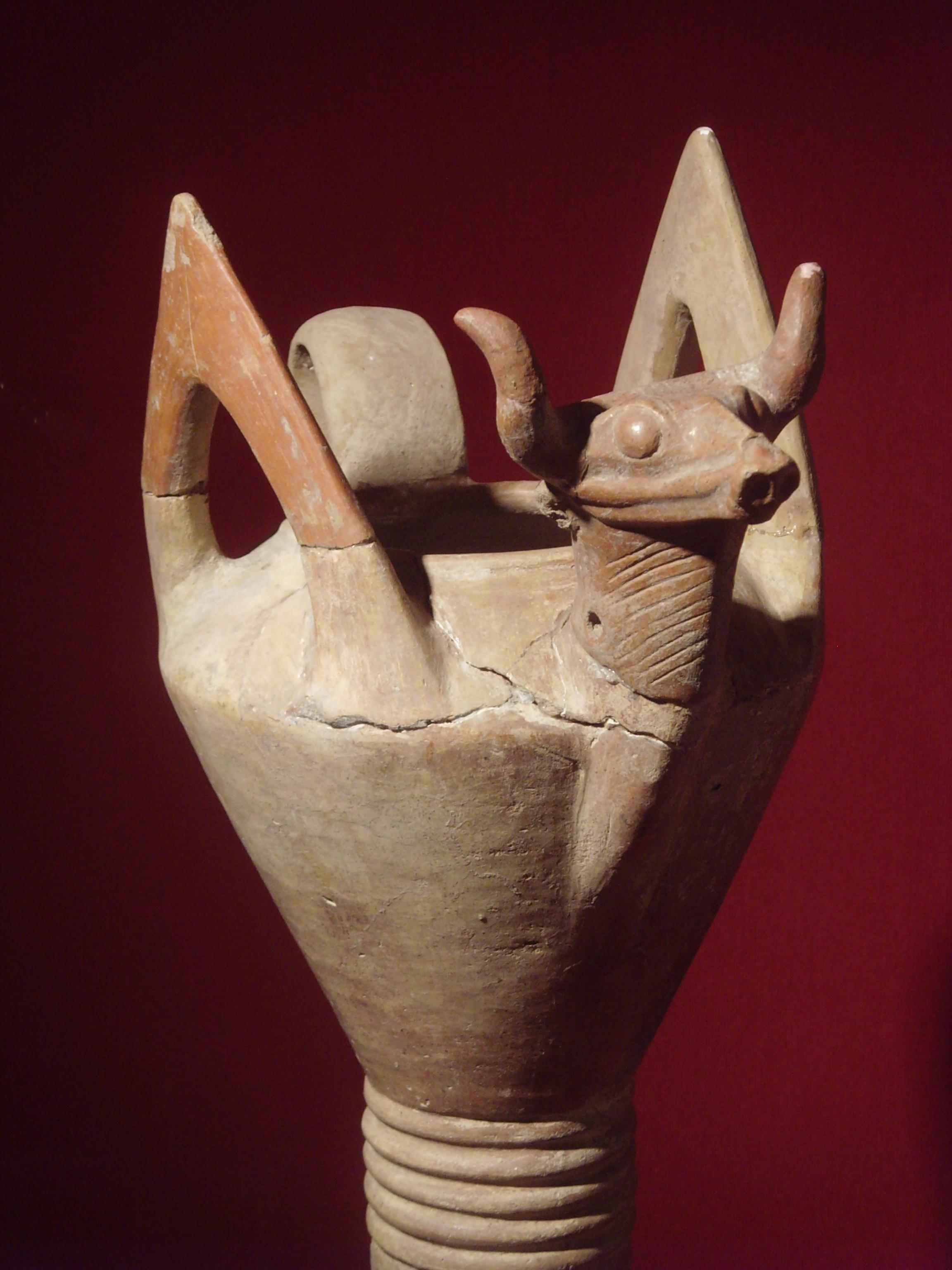
Vaso cerâmico de fruta hitita do primeiro quarto do encontrado em Cultepe. Do acervo do Museu das Civilizações da Anatólia (Anadolu Medeniyetleri Müzesi), em Ancara

Após o colapso do império hitita, os frígios, outro povo indo-europeu, estabeleceu o Reino da Frígia, o mais poderoso estado da região até que foi destruído pelos cimérios no século VII a.C. Os estados mais poderosos dentre os sucessores da Frígia foram os reinos da Lídia, da Cária e da Lícia.
A partir de 1 200 a.C., as costas da Anatólia foram intensamente colonizadas por gregos eólios e jónicos, que fundaram inúmeras cidades importantes, como Mileto, Éfeso, Esmirna e Bizâncio. O primeiro estado estabelecido na Anatólia que foi chamado de Arménia pelos povos vizinhos, mencionado por Hecateu de Mileto e na inscrição de Beistum, foi o da dinastia orôntida, fundado no século VI a.C., durou até 72 d.C..
A Anatólia foi conquistada pelo Império Aqueménida nos séculos VI e VII a.C. e posteriormente por Alexandre, o Grande em 334 a.C. Após a morte de Alexandre, a Anatólia foi dividida em pequenos reinos helenizados, nomeadamente Bitínia, a Capadócia, Pérgamo e o Ponto. Todos estes reinos tinham sido absorvidos pela República Romana em meados do século I d.C. A Arménia Arsácida, o primeiro estado da história a adotar o Cristianismo como religião oficial, ocupava parte da Anatólia Oriental.
Em 324, o imperador romano Constantino escolheu Bizâncio para capital do Império Romano, rebatizando-a de Nova Roma (após a sua morte mudaria de nome para Constantinopla e atualmente chama-se Istambul). Constantinopla foi também a capital do Império Romano do Oriente, que existiu intermitentemente entre 286 e o século V, e que passaria a ser conhecido como Império Bizantino, sobretudo depois da Queda do Império Romano do Ocidente, no final do século V.

## Primeiros reinos turcos e Império Otomano

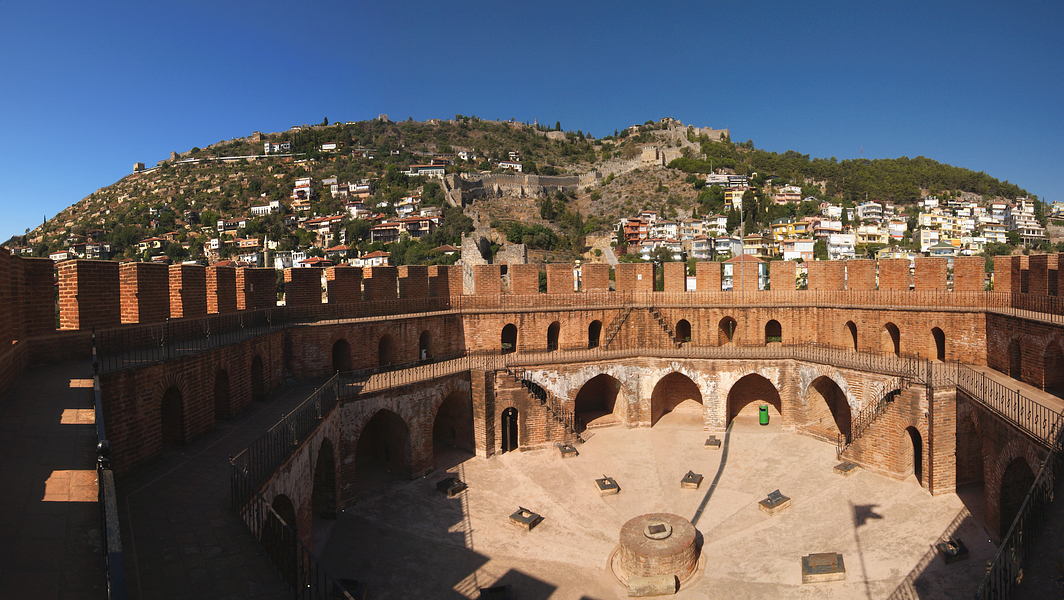
O topo da Kızıl Kule (Torre Vermelha) e Castelo de Alanya, construções seljúcidas do século XIII em Alanya

Os seljúcidas eram um ramo dos turcos oguzes (Kınık Oğuz ou Oğuzlar) que no século X viviam na periferia dos domínios muçulmanos dos Abássidas, a norte dos mares Cáspio e de Aral, num dos yabghu khagans da confederação oguz. No século XI os seljúcidas começaram a abandonar as suas terras ancestrais e a migrar para as regiões orientais da Anatólia, que se tornariam a pátria dos oguzes após a Batalha de Manzicerta, em 1071, na qual os turcos derrotaram os bizantinos. Esta vitória foi determinante para a formação do Sultanato seljúcida da Anatólia (ou Sultanato de Rum), que começou como um ramo separado do Império Seljúcida que dominava partes da Ásia Central, Irão, Anatólia e Sudoeste Asiático.
Em 1243 os exércitos seljúcidas foram derrotados pelos mongóis, o que causou a progressiva desintegração do poder seljúcida, que na prática passou para as mãos de uma série de principados (beilhiques ou beyliks) que, tendo começado por ser tributários do Sultanato de Rum, ganharam independência a partir do século XIII. Um destes beilhiques, o dos otomanos (osmanlı), acabou por se impor aos restantes, principalmente a partir do reinado de Osmã I, que declarou a independência em 1299 e é oficialmente considerado o fundador da dinastia otomana. O beilhique otomano expandiu-se ao longo dos dois séculos seguintes, absorvendo os restantes estados turcos da Anatólia, e conquistando territórios na Trácia, Bálcãs e no Levante, tornando-se o Império Otomano. Em 29 de maio de 1453 os otomanos liderados pelo sultão Maomé II, o Conquistador (Fatih), acabaram com o Império Bizantino ao conquistarem a sua capital, Constantinopla, um acontecimento que muitos consideram marcar o fim da Idade Média.

O Império Otomano em 1683

O Império Otomano atingiu o seu apogeu nos séculos XVI e XVII, quando foi uma das maiores potências mundiais, particularmente durante o reinado de Solimão, o Magnífico, que durou de 1520 a 1566. No final do século XVI os territórios sob administração otomana estendiam-se sobre uma área de 5,6 milhões de km², que ia desde os Balcãs e partes da Hungria a oeste, até ao que são hoje os países árabes, além de quase toda a costa mediterrânica do Norte de África e de todas as áreas costeiras do Mar Negro.
Os otomanos confrontaram-se em várias ocasiões com Sacro Império Romano-Germânico nos seus avanços em direção à Europa central através dos Balcãs e das regiões meridionais da República das Duas Nações (Comunidade Polaco-Lituana), chegando a cercar Viena em 1529 e 1683. A expansão dos turcos para ocidente só foi travada graças a coligações que envolveram a maiores potências cristãs.
No mar, os otomanos combateram pelo controle do Mediterrâneo com a Liga Santa, constituída por diversos estados cristãos, nomedamente a República de Veneza, a Espanha e Áustria dos Habsburgos, os Cavaleiros de São João (Ordem de Malta) e a generalidade dos estados italianos. A expansão marítima otomana no Mediterrâneo só foi detida pela derrota na Batalha de Lepanto (7 de outubro de 1571). No Oceano Índico os otomanos combateram contra as armadas portuguesas para defenderem o monopólio ancestral do comércio marítimo entre a Índia e Ásia Oriental com a Europa, seriamente ameaçado pela descoberta do caminho marítimo para a Índia por Vasco da Gama em 1498. Além dos confrontos militares com cristãos, os otomanos defrontaram-se ocasionalmente com os persas (por vezes aliados dos portugueses) nos séculos XVI, XVII e XVIII, quer por disputas territoriais, quer por diferendos religiosos.

A Batalha de Lepanto, travada em 1571 entre as armadas cristãs da Liga Santa (Mediterrâneo) comandadas por João de Áustria e a armada otomana, comandada por Müezzinzade Ali Paxá na costa grega, perto do. A vitória dos cristãos foi determinante para parar a expansão otomana no Mediterrâneo

Os séculos XVIII e XIX foram de declínio para o Império Otomano e durante este período o império foi gradualmente diminuindo em tamanho, poderio militar e riqueza. No final do século XIX e início do século XX a Alemanha de Guilherme II tornou-se um dos principais aliados do império, o que levou os otomanos a entrar na Primeira Grande Guerra ao lado dos Impérios Centrais. Apesar das vitórias obtidas por Mustafa Kemal (que viria a ficar conhecido por Atatürk), nomeadamente a da Galípoli, uma derrota inesperada para as forças britânicas e francesas, onde morreram quase meio milhão de homens de ambos os lados e que fez de Mustafa Kemal um herói nacional, a guerra representou uma pesada derrota para o Império Otomano.
Durante a guerra, ocorreram deportações em massa e massacres contra as minorias cristãs, contrariando a tradição secular de tolerância e convivência pacífica que caracterizava o regime otomano. Os otomanos temiam que as comunidades cristãs pudessem apoiar subversivamente os Aliados, nomeadamente a Grécia, que não disfarçava os seus planos de ocupar uma parte considerável dos territórios otomanos, incluindo Constantinopla (a Megáli Idea), e o Império Russo, que apoiava a criação de um estado independente arménio. As populações arménias foram particularmente afetadas, calculando-se que o chamado genocídio arménio se tenha cifrado em cerca de 1,5 milhões de mortos. Além dos arménios, foram mortos muitos civis de etnia grega e assíria. Tais massacres continuam a ser oficialmente negados pelas autoridades turcas.

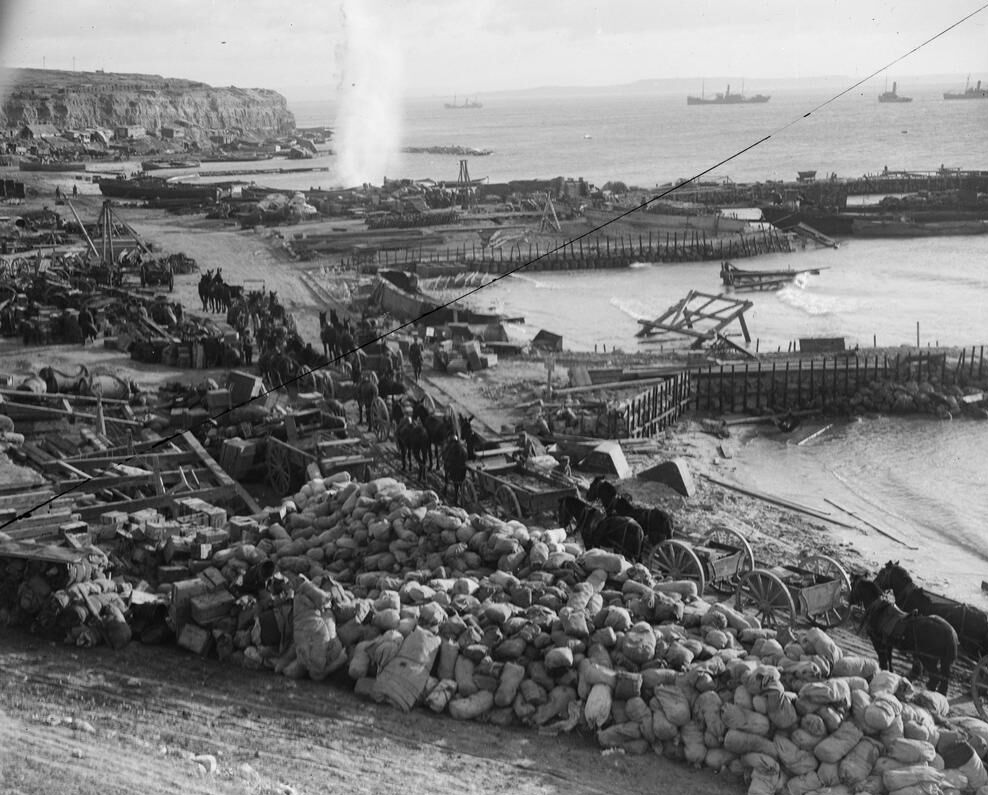
Fotografia tirada em Gallipoli em 7 de janeiro de 1916, pouca antes da evacuação final das forças britânicas

Poucos dias após o Armistício de Mudros, de 30 de outubro de 1918, que marcou o fim das hostilidades da Primeira Grande Guerra no Médio Oriente, as potências europeias vitoriosas ocuparam Constantinopla, tendo as primeiras tropas chegado à cidade a 12 de novembro. Esmirna foi ocupada por tropas gregas a 21 de maio de 1919.
Em 1917, antes do fim da guerra, a França, Itália e Reino Unido tinham assinado o Acordo de Saint-Jean-de-Maurienne, que previa a partilha do Império Otomano após o fim da guerra. A 10 de outubro de 1920 o débil governo imperial foi forçado a assinar o Tratado de Sèvres, o qual previa a entrega à França e ao Reino Unido da Palestina, Síria, Líbano e Mesopotâmia, a desmilitarização e transformação em zonas internacionais dos estreitos do Bósforo, dos Dardanelos e do Mar de Mármara. O tratado determinava ainda a entrega à Grécia de todos os territórios europeus à exceção de Constantinopla e da região de Esmirna, de grande parte do leste e sudeste da Anatólia à França e da região de Antália e as ilhas do Dodecaneso (estas já efetivamente ocupadas desde 1911) a Itália.

## Guerra de independência

Mapa da partição do Império Otomano prevista no Tratado de Sèvres assinado em 1920

A ocupação de Istambul pelos Aliados e de Esrmina pelos gregos, com o apoio tácito dos restantes Aliados, despoletou a criação do Movimento Nacional Turco, criado em 19 de maio de 1919 sob a liderança de Mustafa Kemal. O movimento opunha-se à divisão e ocupação do país e a sua fundação é geralmente apontada como o primeiro evento da Guerra de independência turca.
Desde o início de 1920, a situação no país ficou muito confusa, com o sultão e o seu governo em Istambul praticamente reféns dos ocupantes, parte do território ocupado por forças estrangeiras e outra parte controlada pelos nacionalistas, que fizeram de Ancara o seu quartel-general e onde se reuniu pela primeira vez a 23 de abril de 1920 a Grande Assembleia Nacional da Turquia, o parlamento turco. A 10 de outubro de 1920 o vizir Ferid Paşa assina o Tratado de Sèvres.
Aos confrontos políticos somaram-se os militares, um pouco por toda a parte e envolvendo todos os lados, embora em diferentes graus. A nordeste travou-se a Guerra Turco-Armênia, que terminou em dezembro de 1920 com os tratados de Alexandropol e de Carse. A Guerra Franco-Turca teve como palco o sudeste e sul — aí as hostilidades terminaram em março de 1921, com a assinatura do Tratado de Paz da Cilícia e, posteriormente, do Tratado de Ancara, em outubro.

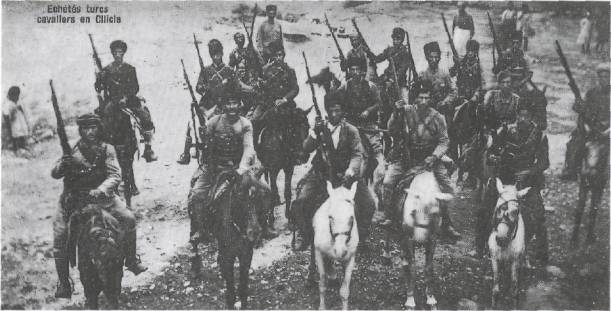
Milícias nacionalistas turcas fotografadas em 1919

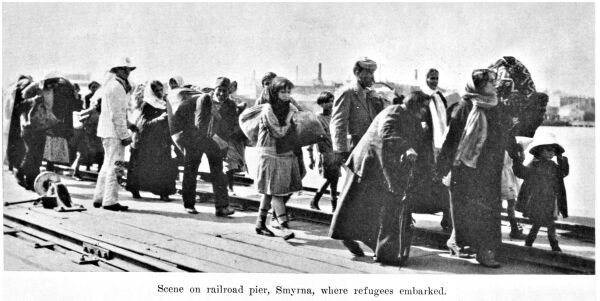
Gregos da Anatólia desembarcando em Esmirna aquando da conquista da cidade pelas forças nacionalistas, em setembro de 1922

Os combates mais sangrentos deram-se entre os nacionalistas turcos e as forças gregas (Guerra Greco-Turca), as quais chegaram a ter o controlo de grande parte da Anatólia a oeste e sudoeste de Ancara, quartel-general dos nacionalistas, a qual chegou a estar na eminência de ser conquistada. A guerra com os gregos atingiu o impasse em setembro de 1921 com a vitória dos nacionalistas na sangrenta batalha de Batalha de Sacária, que decorreu a cerca de 80 km a sudoeste de Ancara. No verão de 1922 os nacionalistas turcos empreenderam uma ofensiva contra as forças gregas que culminou na tomada de Esmirna, que marcou a derrota definitiva dos gregos e ficou tristemente célebre pelas pilhagens, massacres e pelo grande incêndio que devastou a cidade.
A paz foi alcançada com o Armistício de Mudanya, assinado por todas as partes a 11 de outubro de 1922. A 24 de julho de 1923 foi assinado o Tratado de Lausana, onde se reconhecia formalmente o governo dos nacionalistas sediado em Ancara como sucessor do poder otomano e se definiam as fronteiras da Turquia.
O fim da guerra ficou ainda marcado pela primeira transferência populacional compulsiva em larga escala do século XX, que envolveu a troca entre os cidadãos cristãos da Turquia (na sua maioria gregos ortodoxos) e os muçulmanos da Grécia, acordada em conversações paralelas às que desembocaram no Tratado de Lausana. As deportações em massa e fugas de populações gregas da Anatólia e de turcas da Grécia já tinham começado antes da Primeira Guerra Mundial e intensificaram-e durante a Guerra Greco-Turca. Calcula-se que cerca de 2 milhões de pessoas foram deslocadas das suas terras ancestrais — um milhão e meio de gregos e turcos cristãos da Anatólia e meio milhão de turcos e gregos muçulmanos da Grécia. Os cristãos de Istambul foram poupados à expulsão, embora muitos deles tenham optado por emigrar. No entanto, as leis discriminatórias das décadas de 1930 e 1942 e os incidentes violentos de 1955 contra a comunidade grega de Istambul provocou a diminuição drástica do número de gregos nessa cidade, que passou de 200 000 em 1924 para pouco mais de 2 500 em 2006.

## República

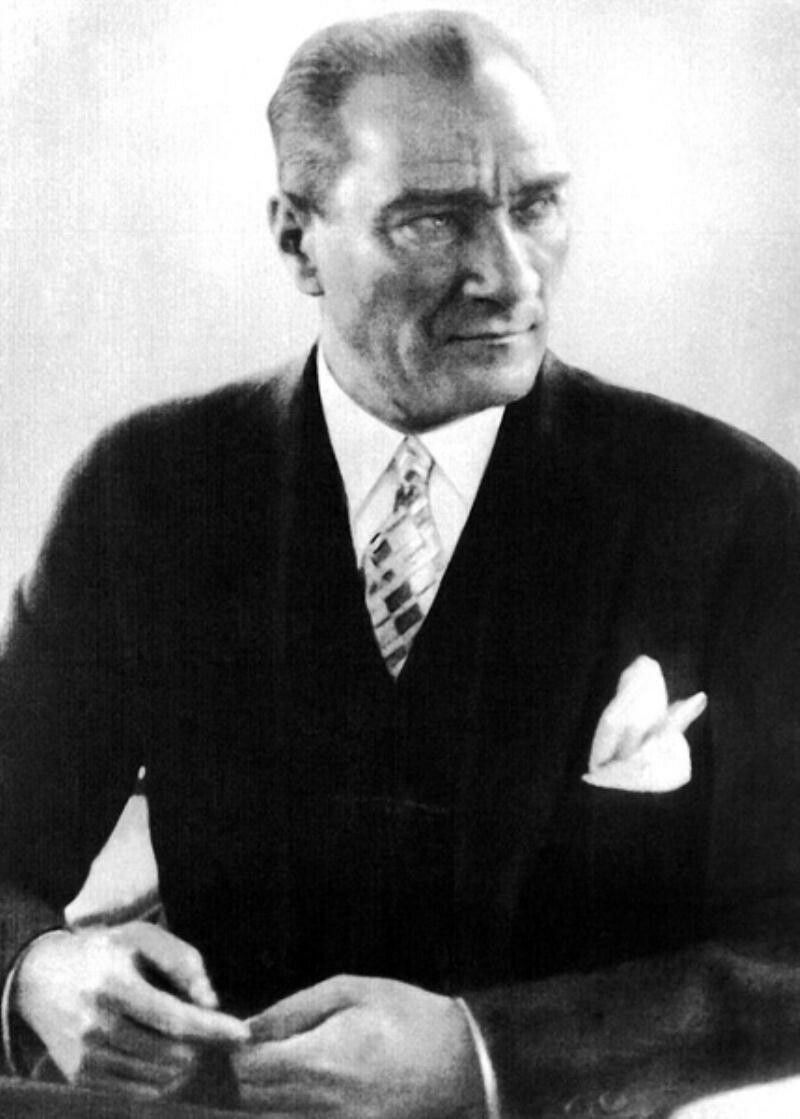
Mustafa Kemal Atatürk, herói da independência (implantação da república) e primeiro presidente da Turquia, discursando na Grande Assembleia Nacional da Turquia (parlamento)

### Primeiros anos e reformas de Atatürk
O Império Otomano terminou oficialmente em 1 de novembro de 1922, quando a Grande Assembleia Nacional aboliu o sultanato, destituindo Maomé VI não só do cargo de sultão, mas também de califa, título que foi dado ao primo de Maomé, Abdul Mejide II. Durante algum tempo alguns setores, inclusivamente republicanos, acalentaram a esperança que o califado fosse mantido sob o novo regime, apesar da oposição mais ou menos clara de Mustafa Kemal, que recusou a realização da cerimónia tradicional de tomada de posse do novo califa, declarando secamente que «O califa não tem poder ou cargo exceto como figura nominal». Posteriormente, respondendo a um pedido de Abdul Mejide II para que leh fosse aumentado o salário, Kemal escreveu-lhe: «O seu cargo, o califado, não é mais que uma relíquia histórica. Não há justificação para a sua existência. É uma impertinência ter a ousadia de escrever a alguma das minhas secretárias!».
A República da Turquia foi oficialmente proclamada a 29 de outubro de 1923.
O evento que provaria fatal para o califado foi o facto de dois irmãos indianos, Maulana Muhammad Ali e Maulana Shaukat Ali, líderes do movimento baseado na Índia britânica Khilafat terem distribuído panfletos apelando ao povo turco para que mantivesse o califado para bem do Islão. Isso enfureceu Kemal, que viu no ocorrido uma chance de acabar com o califado, descrevendo o incidente como uma intervenção estrangeira, um insulto à soberania turca e, pior ainda, como uma ameaça à segurança do estado. Por iniciativa de Kemal, a 3 de março de 1924 a Assembleia Nacional decretou a abolição do califado e a expulsão da família real otomana, o que constituiu um claro sinal da irreversibilidade e laicidade do regime.
Mustafa Kemal tornou-se o primeiro presidente da república e empreendeu um vasto programa de reformas que tinha como objetivo de tornar a Turquia um estado secular moderno, baseado na ideologia que é conhecida como kemalismo. As mulheres passaram a ter os mesmos direitos legais que os homens, inclusivamente de voto, numa altura em que as mulheres de muitos países europeus não tinham direito de voto. Foi publicado um código civil baseado no Suíço e um código penal baseado no italiano.
Em 1924 foi lançada uma reforma drástica da educação, passando esta a estar a cargo do estado, tendo sido encerradas todas as escolas privadas ou religiosas, acabando com o domínio islâmico da educação. Os madraçais (escolas islâmicas) foram extintos, sendo criados em sua substituição escolas religiosas dependentes do estado (ımam hatip). As ordens religiosas foram igualmente encerradas. Mustafa Kemal convidou o filósofo e pedagogo americano John Dewey a visitar a Turquia para o aconselhar nessas reformas. Em 1928 foi adotado o alfabeto turco, de grafia latina, em substituição dos alfabetos árabe e persa, com a justificação que nenhum deles era adequado à fonética do turco e que, por ser mais fácil de ensinar, seria um fator decisivo para atingir um dos objetivos das reformas: a alfabetização de toda a população.
O uso de roupa ocidental foi encorajado, sendo inclusivamente decretadas leis banindo o uso de certas roupas, como por exemplo, em 1925, a proibição do fez, o chapéu emblemático dos funcionários públicos otomanos, e da lei de vestuário de 1934, que proibiu o uso de véus e turbantes em instituições públicas. Em 1934 foi publicada uma lei que obrigou todos os cidadãos turcos a adotar um sobrenome de família. Até aí era muito raro o uso de sobrenomes de estilo ocidental entre os muçulmanos da Turquia, embora as populações cristãs os usassem. Essa lei atribuiu também o sobrenome honorífico Atatürk (pai dos turcos) a Mustafa Kemal, decretando que esse nome só poderia ser usado por Gazi Mustafa Kemal Atatürk.

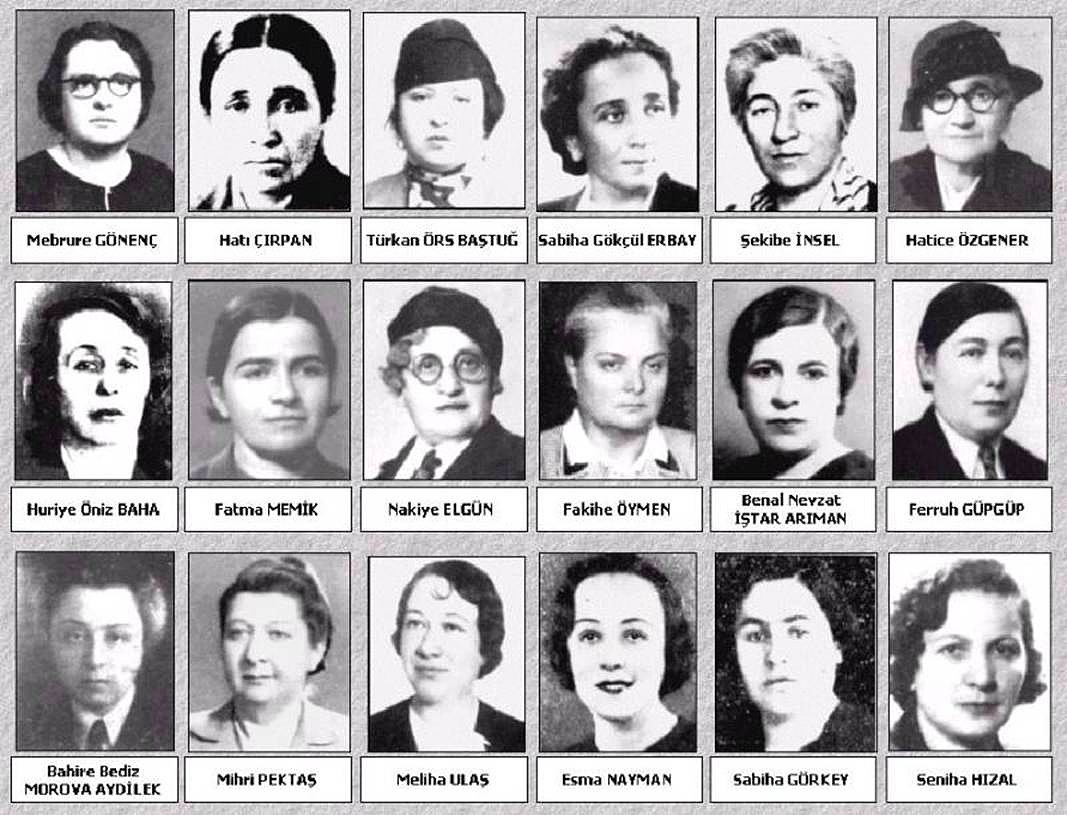
Em 1935 foram eleitas 18 deputadas para o parlamento turco, numa altura em que as mulheres de muitos países europeus não tinham direito de voto

### Segunda Guerra Mundial e Guerra Fria
A Turquia permaneceu neutra durante a maior parte da Segunda Guerra Mundial, mas acabou por se juntar aos Aliados a 23 de fevereiro de 1945. Após o final do conflito tornou-se membro das Nações Unidas. A Guerra Civil da Grécia (1946-1949), que opôs o governo monárquico apoiado pelos Estados Unidos e pelo Reino Unido aos rebeldes comunistas, e as exigências da União Soviética em estabelecer bases militares nos Estreitos Turcos, levou os Estados Unidos à criação da Doutrina Truman, a qual defendia o apoio militar e económico em larga escala à Grécia e Turquia para conter a expansão comunista nos respetivos países.
Depois de participar nas forças das Nações Unidas que combateram na Guerra da Coreia, a Turquia aderiu à Organização do Tratado do Atlântico Norte (OTAN ou NATO) em 1952, tornando-se um bastião contra a expansão soviética no Mediterrâneo. Após uma década de violência étnica em Chipre e do golpe militar dos cipriotas gregos que depôs o arcebispo Makarios da presidência, a Turquia invadiu a ilha em 1974; nove anos depois foi proclamada a República Turca de Chipre do Norte, a qual só foi reconhecida pela Turquia.

### Pluripartidarismo e golpes militares
Até 1945, a República da Turquia foi um regime unipartidário. A transição para uma democracia pluripartidária foi tumultuosa. Em 1960, 1971, 1980 e 1997 ocorreram golpes de estado militares que interromperam a democracia e originaram governos muito repressivos. Em 1984. o Partido dos Trabalhadores do Curdistão (PKK) iniciou uma guerra contra o governo turco que ainda (2010) dura e que resultou em mais de 40 000 mortos (números do final de 2009), quer em combates entre o exército turco os os rebeldes no Curdistão turco, quer em atentados terroristas.
O golpe militar de 1997 é chamado por muitos de golpe pós-moderno porque os militares não tomaram o poder de facto, limitando-se a impor as suas condições que passavam principalmente pela defesa da manutenção estrita do secularismo kemalista, por oposição às tendências islâmicas de alguns dos partidos mais votados. A Turquia tem vivido em democracia desde as eleições de 1999 que se seguiram a esse golpe, mas é notória uma fractura entre os partidos islâmicos moderados no poder e os setores mais tradicionalistas, mas ao mesmo tempo mais adeptos de reformas do regime, por um lado, e os setores mais fiéis ao secularismo herdado do kemalismo e os militares, que continuam com muito poder político e que desde os tempos da Guerra da Independência se assumem como guardiões da ideologia de Atatürk.

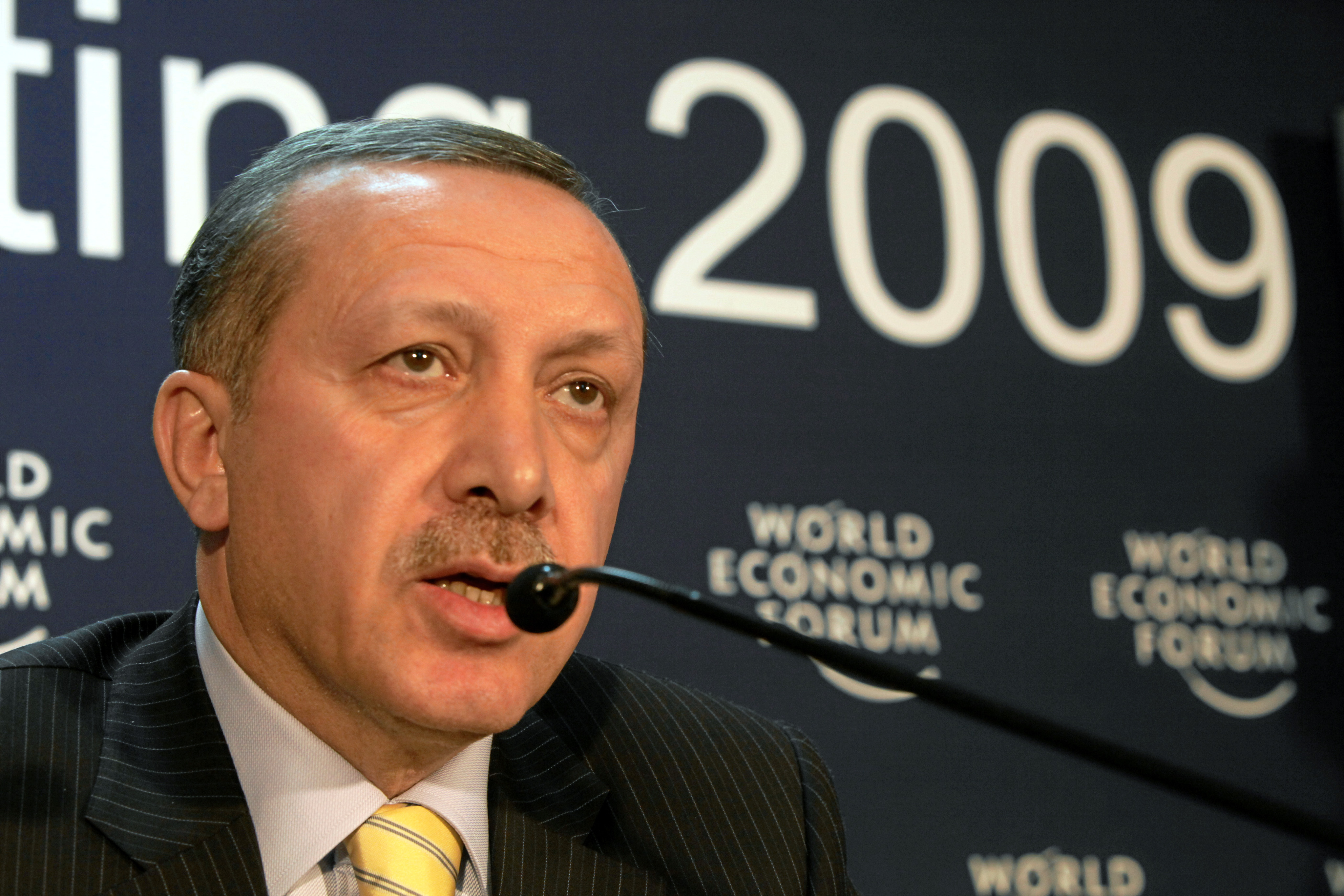
O primeiro-ministro turco Recep Tayyip Erdoğan no Fórum Económico Mundial de 2009, em Davos, Suíça

O referendo de 12 de setembro de 2010 abriu caminho a alterações constitucionais que vão no sentido de aproximar a democracia turca aos modelos ocidentais e retiram poder político e imunidade judicial aos militares, nomeadamente aos que participaram no golpe de 1980. O sim no referendo teve o apoio de setores islâmicos menos moderados porque se espera que a liberalização acabe de vez com as proibições radicalmente laicas impostas Atatürk, das quais a mais emblemática é a proibição do uso do véu em instituições públicas, nomeadamente escolas, o que, segundo alguns leva a que as jovens de famílias mais conservadoras tenham dificuldades no acesso à educação devido às crenças religiosas que as obrigam a usar véu em público.
A liberalização da economia iniciada na década de 1980 mudou completamente o panorama económico, com sucessivos períodos de crescimento acentuado e a crise do final da década seguinte. A cooperação económica da Turquia com a Comunidade Económica Europeia (CEE), a antecessora da União Europeia (UE), data de 1959, ano em que solicitou pela primeira vez a sua adesão. Desde 1963 que o país é um membro associado da CEE. Em 1987 foi apresentada formalmente a candidatura à adesão, mas as negociações formais só se iniciaram em 2005.